# Али ел Булаихи
Али Ади ел Булаихи (арап. علي آل بليهي, романизовано Ali Hadi Al-Bulaihi; Дираџа, 21. новембар 1989) професионални је саудијски фудбалер који игра у одбрани на позицији левог бека.

## Клупска каријера
Ел Булаихи је професионалну каријеру започео као играч екипе Ал Нахде из Дамама за коју је играо до 2015. када је прешао у редове Ал Фатеха у чијим редовима је дебитовао у најјачој саудијској лиги. 
Од јула 2017. игра за екипу Ал Хилала из Ријада.

## Репрезентативна каријера
За сениорску репрезентацију Саудијске Арабије дебитовао је 15. маја 2018. у пријатељској утакмици са селекцијом Грчке.  
Био је део националног тима и на Светском првенству 2018. у Русији где је одиграо једну утакмицу, и то дуел другог кола групе А против Уругваја 20. јуна (Саудијци су поражени резултатом 0:1). 

## Успеси и признања
ФК Ал Хилал
- Првенство С. Арабије: 2017/18, 2019/20, 2020/21, 2021/22, 2023/24.
- Краљев куп: 2019/20, 2022/23.
- Саудијски суперкуп: 2018, 2021, 2023.
- АФК Лига шампиона: 2019, 2021.